# Östra Partuvan
Östra Partuvan är en ö i Åland (Finland). Det ligger i den sydöstra delen av landskapet, 70 km öster om huvudstaden Mariehamn. Trakten är glest befolkad. Närmaste större samhälle är Kökar, 16,4 km väster om Östra Partuvan. Ön är 2,4 hektar.
Östra Partuvan är en del av ändmoränen Salpausselkä och består därför huvudsakligen av sand och grus. Den moränrygg som Östra Partuvan ligger på sträcker sig från Sandskär i nordväst via Örlandet, Sandskär, Sandskär, Västra Partuvan och Östra Partuvan ner till Stora revet i sydöst.